# Василий Захаров
Василий Захаров, Васил Захаров, Василиос Захариос, е водещ търговец на оръжие по време на Първата световна война. Османски поданик. С основен принос за изграждането на руския военнопромишлен комплекс след създаването на Антантата, посредством Царицинския оръдеен завод.
Легендарна личност имала личен достъп до всички държавни глави и генерални щабове на воюващите в Първата световна война. Владеел 14 езика и имал различни имена в зависимост от държавата на пребиваването си, заради което получава прозвища като «международен човек-загадка», «търговец на смърт», «европейски призрак». 